# 達拉 (安哥拉)
11°2′3″S 20°12′13″E / 11.03417°S 20.20361°E
達拉（葡萄牙語：Dala），是安哥拉的城鎮，位於該國東北部，由南倫達省負責管轄，面積14,541平方公里，東鄰穆孔達，2014年該城鎮人口30,000，人口密度每平方公里2.1人。